# Blue Hamilton
Blue Hamilton (Fontana, Califòrnia, 27 de novembre de 1979), nascut com a Johnny Blue James Hamilton, és un cantautor estatunidenc, que va ser executiu d'una discogràfica. Va treballar com a executiu de Warner Music Group durant prop de vuit anys, i va treballar amb el compositor i productor Fernando Garibay. El 2012 Hamilton va llançar el seu primer EP en solitari titulat "Radio Flyer" de manera independent sota el nom artístic de Blue James.

## Vida personal
El 6 de gener de 2013 Matt Dallas va anunciar el seu compromís amb Hamilton. Es van casar el 5 de juliol de 2015. El 22 de desembre del mateix any, Hamilton i Dallas van anunciar al seu canal de YouTube que havien adoptat el seu fill de dos anys, anomenat Crow.

## EPs
| Any  | Àlbum                                                 |
| 2012 | Radio Flyer - Supermoon - Neon 6 - Flashdance - Grace |
| 2013 | Singles - Stoned In Ojai - Don't Cry - Runway         |